# Piers Anthony
Piers Anthony Dillingham Jacob (* 6. August 1934 in Oxford) ist ein US-amerikanischer Schriftsteller, bekannt vor allem als Autor von Science-Fiction und Fantasy.

## Leben
Als er vier Jahre alt war, zog seine Familie mit ihm nach Spanien. 1940 flüchtete sie vor dem Bürgerkrieg und dem Franco-Regime in die USA, wo Piers Anthony seine weitere Kindheit verbrachte. Dort ging er auch zur Schule. Er war nicht gerade ein Musterschüler und verbrachte drei Jahre in der ersten Klasse, bis er lesen und schreiben konnte.
1956 schloss Piers Anthony die Schule (Goddard College, Vermont) ab und heiratete Carol Ann Marbel (kurz Cam). 1958 erlangte er nach dem Dienst in der U. S. Army die amerikanische Staatsbürgerschaft. Piers und Cam ließen sich nach seinem Kriegsdienst in Florida nieder, wo sie bis heute leben. Ihre Töchter nannten sie Penny (* 1967; † 3. September 2009) und Cheryl (* 1970). Carol Ann Marble Jacob starb am 3. Oktober 2019.
Nach einigen Jobs als Lektor und Englischlehrer kündigte er und begann zu schreiben; seit dieser Zeit kürzte er aus praktischen Gründen auch seinen Namen.
1962 wurde seine erste Geschichte veröffentlicht. Sein erster Roman erschien fünf Jahre später. Der Durchbruch gelang Anthony mit den Romanen aus der magischen Welt Xanth. 1978 gewann der erste Roman der Serie A Spell for Chameleon den British Fantasy Award.
Von Anthony sind mittlerweile weit über 100 Romane erschienen.

## Auszeichnungen
- 1978: British Fantasy Award für Chamäleon-Zauber als bester Horror-Roman (August Derleth Award)
- 1980: Phoenix Award für das Lebenswerk

## Bibliografie

### Reihen und Zyklen
Die Reihen sind nach dem Erscheinungsjahr des ersten Teils geordnet.
Chthon / Aton (Romane)
- 1 Chthon (1967; auch: Earth, 1996)
  - Deutsch: Chthon oder Der Planet der Verdammten. Übersetzt von Margarete Bormann und Thomas Schlück. Marion von Schröder (Science Fiction & Fantastica), 1971, ISBN 3-547-71050-2. Auch als: Der Planet der Verdammten. Übersetzt von Margarete Bormann und Thomas Schlück. Bastei Lübbe Science Fiction Special #24171, 1993, ISBN 3-404-24171-1.
- 2 Phthor (1975)
  - Deutsch: Der Höhlenplanet. Übersetzt von Ralph Tegtmeier. Bastei Lübbe Science Fiction Special #24178, 1993, ISBN 3-404-24178-9.

Dr. Dillingham
- In the Jaws of Danger (in: If, November 1967)
- Prostho Plus (in: Analog Science Fiction → Science Fact, November 1967)
- Getting Through University (in: If, August 1968)
- None But I (in: If, October 1969)
- Monarch (in: If, November-December 1970)
- Prostho Plus (1971)
  - Deutsch: Der Retter von Dent-All. Übersetzt von Bodo Baumann. Bastei Lübbe Science Fiction Taschenbuch #11, 1972. Auch als: Der Retter von Dent-All. Bearbeitet und ergänzt von Wolfgang Neuhaus. Bastei Lübbe Science Fiction Abenteuer #23131, 1992, ISBN 3-404-23131-7.
- Ouch! (1974, in: Amabel Williams-Ellis und Michael Pearson (Hrsg.): Strange Universe)

Battle Circle / Titanen
- 1 Sos the Rope (3 Teile in: The Magazine of Fantasy and Science Fiction, July 1968 ff.)
  - Deutsch: Das Erbe der Titanen. Übersetzt von Ingrid Rothmann. Bastei Lübbe Science Fiction Taschenbuch #7, 1972.
- 2 Var the Stick (1972)
  - Deutsch: Die Kinder der Titanen. Übersetzt von Ingrid Rothmann. Bastei Lübbe Fantasy #20014, 1979, ISBN 3-404-01415-4.
- 3 Neq the Sword (1975)
  - Deutsch: Der Sturz der Titanen. Übersetzt von Ingrid Rothmann. Bastei Lübbe Fantasy #20018, 1980, ISBN 3-404-01475-8.
- Battle Circle (Sammelausgabe von 1–3; 1978)
  - Deutsch: Zeit der Kämpfer. Übersetzt von Ingrid Rothmann. Bastei-Verlag Lübbe (Bastei-Lübbe SF Special #24084), Bergisch Gladbach 1986, ISBN 3-404-24084-7 (Sammelausgabe von 1–3).

Of Man and Manta / Omnivor
- 1 Omnivore (1968)
  - Deutsch: Die Macht der Mantas. Übersetzt von Peter Kleinert. Bastei Lübbe Science Fiction Taschenbuch #17, 1972. Auch als: Die Macht der Mantas : Science-Fiction-Roman. Deutsche Übersetzung: Peter Kleinert. Bastei-Verlag Lübbe (Bastei-Taschenbücher #17), Bergisch Gladbach 1972, DNB 730258394. Auch als: Omnivor. Übersetzt von Hans Wolf Sommer. Bastei-Verlag Lübbe (Bastei-Lübbe SF Special #24046), Bergisch Gladbach 1983, ISBN 3-404-24046-4.
- 2 Orn (2 Teile in: Amazing Science Fiction, July 1970 ff.)
  - Deutsch: Orn. Übersetzt von Hans Wolf Sommer. Lübbe (Bastei-Lübbe SF Special #24067), Bergisch Gladbach 1985, ISBN 3-404-24067-7.
- 3 OX (1976)
  - Deutsch: Ox. Übersetzt von Hans Wolf Sommer. Bastei-Verlag Lübbe (Bastei-Lübbe SF Bestseller #22080), Bergisch Gladbach 1985, ISBN 3-404-22080-3.
- Of Man and Manta (Sammelausgabe von 1,2,3; 1986)
  - Deutsch: Die Macht der Mantas. Übersetzt von Hans Wolf Sommer. Bastei Lübbe Science Fiction Abenteuer #23119, 1994, ISBN 3-404-23119-8.

Fisk Centers (Kurzgeschichten)
- Hard Sell (in: Worlds of If, July-August 1972)
- Hurdle (in: Worlds of If, November-December 1972)

Jason Stryker (mit Roberto Fuentes)
- 1 Kiai! (1974)
- 2 Mistress of Death (1974)
- 3 The Bamboo Bloodbath (1974)
- 4 Ninja’s Revenge (1975)
- 5 Amazon Slaughter (1976)
- 6 Curse of the Ninja (2001, in: Piers Anthony und Roberto Fuentes: Amazon Slaughter and Curse of the Ninja)
- Amazon Slaughter and Curse of the Ninja (Sammelausgabe von 5 und 6; 2001)
- Kiai! and Mistress of Death (Sammelausgabe von 1 und 2; 2001)
- The Bamboo Bloodbath and Ninja’s Revenge (Sammelausgabe von 3 und 4; 2001)

Xanth
- 1 A Spell for Chameleon (1977)
  - Deutsch: Chamäleon-Zauber. Übersetzt von Ralph Tegtmeier. Bastei Lübbe Fantasy #20053, 1983, ISBN 3-404-20053-5.
- 2 The Source of Magic (1979)
  - Deutsch: Zauber-Suche. Übersetzt von Ralph Tegtmeier. Bastei Lübbe Fantasy #20059, 1984, ISBN 3-404-20059-4.
- 3 Castle Roogna (1979)
  - Deutsch: Zauber-Schloß. Übersetzt von Ralph Tegtmeier. Bastei Lübbe Fantasy #20061, 1984, ISBN 3-404-20061-6.
- 4 Centaur Aisle (1981)
  - Deutsch: Zentauren-Fahrt. Übersetzt von Ralph Tegtmeier. Bastei Lübbe Fantasy #20065, 1984, ISBN 3-404-20065-9.
- 5 Ogre, Ogre (1982)
  - Deutsch: Elfen-Jagd. Übersetzt von Ralph Tegtmeier. Bastei Lübbe Fantasy #20069, 1985, ISBN 3-404-20069-1.
- 6 Night Mare (1982)
  - Deutsch: Nacht-Mähre. Übersetzt von Ralph Tegtmeier. Bastei Lübbe Fantasy #20071, 1985, ISBN 3-404-20071-3.
- 7 Dragon on a Pedestal (1983)
  - Deutsch: Drachen-Mädchen. Übersetzt von Ralph Tegtmeier. Bastei Lübbe Fantasy #20077, 1985, ISBN 3-404-20077-2.
- 8 Crewel Lye: A Caustic Yarn (1985)
  - Deutsch: Ritter-Geist. Übersetzt von Ralph Tegtmeier.  Bastei Lübbe Fantasy #20094, 1987, ISBN 3-404-20094-2.
- 9 Golem in the Gears (1986)
  - Deutsch: Turm-Fräulein. Übersetzt von Ralph Tegtmeier. Bastei Lübbe Fantasy #20106, 1988, ISBN 3-404-20106-X.
- 10 Vale of the Vole (1987)
  - Deutsch: Helden-Maus. Übersetzt von Ralph Tegtmeier. Bastei Lübbe Fantasy #20120, 1989, ISBN 3-404-20120-5.
- 11 Heaven Cent (1988)
  - Deutsch: Himmels-Taler. Übersetzt von Ralph Tegtmeier. Bastei Lübbe Fantasy #20139, 1990, ISBN 3-404-20139-6.
- 12 Man from Mundania (1989)
  - Deutsch: Welten-Reise. Übersetzt von Ralph Tegtmeier. Bastei Lübbe Fantasy #20154, 1992, ISBN 3-404-20154-X.
- 13 Isle of View (1990)
  - Deutsch: Mond-Elfe. Übersetzt von Ralph Tegtmeier. Bastei Lübbe Fantasy #20177, 1992, ISBN 3-404-20177-9.
- 14 Question Quest (1991)
  - Deutsch: Höllen-Mädchen. Übersetzt von Ralph Tegtmeier. Bastei Lübbe Fantasy #20204, 1993, ISBN 3-404-20204-X.
- 15 The Color of Her Panties (1992; auch: The Colour of Her Panties)
  - Deutsch: Meeres-Braut. Übersetzt von Ralph Tegtmeier.  Bastei Lübbe Fantasy #20227, 1999, ISBN 3-404-20227-9.
- 16 Demons Don’t Dream (1993)
  - Deutsch: Dämonen-Spiele. Übersetzt von Ralph Tegtmeier. Bastei Lübbe Fantasy #20253, 1995, ISBN 3-404-20253-8.
- 17 Harpy Thyme (1993)
  - Deutsch: Harpyien-Träume. Übersetzt von Ralph Tegtmeier. Bastei Lübbe Fantasy #20266, 1997, ISBN 3-404-20266-X.
- 18 Geis of the Gargoyle (1994)
  - Deutsch: Wasser-Speier. Übersetzt von Ralph Tegtmeier. Bastei Lübbe Fantasy #20279, 1996, ISBN 3-404-20279-1.
- 19 Roc and A Hard Place (1995)
  - Deutsch: Vogel-Scheuche. Übersetzt von Ralph Tegtmeier. Bastei Lübbe Fantasy #20302, 1997, ISBN 3-404-20302-X.
- 20 Yon Ill Wind (1996)
  - Deutsch: Wechsel-Wind. Übersetzt von Dietmar Schmidt. Bastei Lübbe Fantasy #20351, 1999, ISBN 3-404-20351-8.
- 21 Faun and Games (1997)
  - Deutsch: Wald-Schrat. Übersetzt von Dietmar Schmidt. Bastei Lübbe Fantasy #20411, 2001, ISBN 3-404-20411-5.
- 22 Zombie-Lover (1998)
  - Deutsch: Zombie-Lover. Übersetzt von Dietmar Schmidt. Bastei Lübbe Fantasy #20424, 2001, ISBN 3-404-20424-7.
- 23 Xone of Contention (1999)
- 24 The Dastard (2000)
- 25 Swell Foop (2001)
- 26 Up in a Heaval (2002)
- 27 Cube Route (2003)
- 28 Currant Events (2004)
- 29 Pet Peeve (2005)
- 30 Stork Naked (2006)
- 31 Air Apparent (2007)
- 32 Two to the Fifth (2008)
- 33 Jumper Cable (2009)
- 34 Knot Gneiss (2010)
- 35 Well-Tempered Clavicle (2011)
- 36 Luck of the Draw (2012)
- 37 Esrever Doom (2013)
- 38 Board Stiff (2013)
- 39 Five Portraits (2014)
- 40 Isis Orb (2016)
- 41 Ghost Writer in the Sky (2017)
- 42 Fire Sail (2019)
- 43 Jest Right (2020)
- 44 Skeleton Key (2021)
- The Magic of Xanth (Sammelausgabe von 1–3; 1981; auch: The Quest for Magic, 2002; auch: Three Complete Xanth Novels, 1994)
- More Magic of Xanth (Sammelausgabe von 4–6; 1986)
- Spellbound Xanth: Dragon on a Pedestal, Crewel Lye, Golem in the Gears (Sammelausgabe von 7–9; 1989)
- Piers Anthony’s Visual Guide to Xanth (1990; mit Jody Lynn Nye)
- The Continuing Xanth Saga (Sammelausgabe von 4–6; 1997)
- Xanth by Two (Sammelausgabe von 16 und 17; 2010)
- A Spell for Chameleon: The Parallel Edition … Simplified (2012)

Deutsche Zusammenstellung:
- Der Zauber von Xanth : 3 sagenhafte Abenteuer aus dem schönsten Land der Fantasy. Bastei-Verlag Lübbe (Bastei-Lübbe-Taschenbuch #28179), Bergisch Gladbach 1989, ISBN 3-404-28179-9.

Cluster
- 1 Cluster (1977; auch: Vicinity Cluster, 1979)
  - Deutsch: Flint von Außenwelt. Übersetzt von Michael Kubiak. Heyne Science Fiction & Fantasy #3784, 1981, ISBN 3-453-30685-6.
- 2 Chaining the Lady (1978)
  - Deutsch: Melodie von Mintaka. Übersetzt von Michael Kubiak. Heyne Science Fiction & Fantasy #3828, 1981, ISBN 3-453-30730-5.
- 3 Kirlian Quest (1978)
  - Deutsch: Herald der Heiler. Übersetzt von Michael Kubiak. Heyne Science Fiction & Fantasy #3898, 1983, ISBN 3-453-30821-2.
- 4 Thousandstar (1980)
  - Deutsch: Tausendstern. Übersetzt von Michael Kubiak und Hans Maeter. Heyne Science Fiction & Fantasy #4115, 1984, ISBN 3-453-31075-6.
- 5 Viscous Circle (1982)
- The Cluster Series (Sammelausgabe von 1–5; 2018)

Cluster – Tarot
- 1 God of Tarot (1979)
  - Deutsch: Der Gott von Tarot. Übersetzt von Annette von Charpentier. Moewig Science Fiction #3576, 1982, ISBN 3-8118-3576-9.
- 2 Vision of Tarot (1980)
  - Deutsch: Die Visionen von Tarot. Übersetzt von Annette von Charpentier. Moewig Science Fiction #3604, 1982, ISBN 3-8118-3604-8.
- 3 Faith of Tarot (1980)
  - Deutsch: Die Hölle von Tarot. Übersetzt von Annette von Charpentier. Moewig Science Fiction #3616, 1983, ISBN 3-8118-3616-1.
- Tarot (Sammelausgabe von 1–3; 1987)

Apprentice Adept / Doppelwelt
- 1 Split Infinity (1980)
  - Deutsch: Die Doppelwelt. Übersetzt von Thomas Ziegler. Moewig Science Fiction #3640, 1984, ISBN 3-8118-3640-4. Auch in: Hans Joachim Alpers (Hrsg.): Highlights 10. Moewig SF #3716, Rastatt 1985, ISBN 3-8118-3716-8.

- 2 Blue Adept (1981)
  - Deutsch: Der blaue Adept. Übersetzt von Andreas Brandhorst. 2 Bände. Bd. 1: Moewig Science Fiction #3662, 1985, ISBN 3-8118-3662-5. Bd. 2: Moewig Science Fiction #3679, 1985, ISBN 3-8118-3679-X.
- 3 Juxtaposition (1982)
  - Deutsch: Juxtaposition. Übersetzt von Andreas Brandhorst. Moewig Science Fiction #3696, 1986, ISBN 3-8118-3696-X.
- 4 Out of Phaze (1987)
  - Deutsch: Verbannt auf der Doppelwelt. Übersetzt von Marcel Bieger. Moewig Science Fiction #3876, 1989, ISBN 3-8118-3876-8.
- 5 Robot Adept (1988)
- 6 Unicorn Point (1989)
- 7 Phaze Doubt (1990)
- Double Exposure (Sammelausgabe von 1–3; 1982; auch: Apprentice Adept, 1983)

Incarnations of Immortality
- 1 On a Pale Horse (1983)
  - Deutsch: Reiter auf dem schwarzen Pferd. Übersetzt von Ralph Tegtmeier. Bastei Lübbe Science Fiction Bestseller #22098, 1986, ISBN 3-404-22098-6.
- 2 Bearing an Hourglass (1984)
  - Deutsch: Der Sand der Zeit. Übersetzt von Ralph Tegtmeier. Bastei Lübbe Science Fiction Bestseller #22104, 1987, ISBN 3-404-22104-4.
- 3 With a Tangled Skein (1985)
  - Deutsch: Des Schicksals dünner Faden. Übersetzt von Ralph Tegtmeier. Bastei Lübbe Science Fiction Special #24102, 1988, ISBN 3-404-24102-9.
- 4 Wielding a Red Sword (1986)
  - Deutsch: Das Schwert in meiner Hand. Übersetzt von Marcel Bieger. Bastei Lübbe Science Fiction Special #24114, 1989, ISBN 3-404-24114-2.
- 5 Being a Green Mother (1987)
  - Deutsch: Sing ein Lied für Satan. Übersetzt von Marcel Bieger. Bastei Lübbe Science Fiction Special #24119, 1989, ISBN 3-404-24119-3.
- 6 For Love of Evil (1988)
- 7 And Eternity (1990)
- 8 Under a Velvet Cloak (2007)
- Incarnations of Immortality (Sammelausgabe von 1 und 2; 2013)

Bio of a Space Tyrant
- 1 Refugee (1983)
  - Deutsch: Der Flüchtling. Übersetzt von Bernd W. Holzrichter. Knaur SF #5807, 1986, ISBN 3-426-05807-3.
- 2 Mercenary (1984)
  - Deutsch: Der Söldner. Übersetzt von Bernd W. Holzrichter. Knaur SF #5839, 1986, ISBN 3-426-05839-1.
- 3 Politician (1985)
- 4 Executive (1985)
- 5 Statesman (1986)
- 6 The Iron Maiden (2002)
- Bio of a Space Tyrant: Refugee, Mercenary, Politician, Executive (Sammelausgabe von 1,2,3,4; 1986)

Adventures of Kelvin of Rud (mit Robert E. Margroff)
- 1 Dragon’s Gold (1987)
- 2 Serpent’s Silver (1988)
- 3 Chimaera’s Copper (1990)
- 4 Orc’s Opal (1990)
- 5 Mouvar’s Magic (1992)
- Across the Frames (Sammelausgabe von 1,2,3; 1992; auch: Three Complete Novels, 1994)
- The Adventures of Kelvin of Rud: Final Magic (Sammelausgabe von 4 und 5; 1992)

Pornucopia
- 1 Pornucopia (1989)
  - Deutsch: Pornutopia. Übersetzt von Joachim Körber. Edition Phantasia #68, 2007, ISBN 978-3-924959-68-5.
- 2 The Magic Fart (2003)
- The Pornucopia Compendium (Sammelausgabe von 1 und 2; 2015)

Mode
- 1 Virtual Mode (1991)
- 2 Fractal Mode (1992)
- 3 Chaos Mode (1994)
- 4 DoOon Mode (2001)

Geodyssey
- 1 Isle of Woman (1993)
- 2 Shame of Man (1994)
- 3 Hope of Earth (1997)
- 4 Muse of Art (1999)
- 5 Climate of Change (2010)

ChroMagic
- 1 Key to Havoc (2003)
- 2 Key to Chroma (2003)
- 3 Key to Destiny (2004)
- 4 Key to Liberty (2007)
- 5 Key to Survival (2008)

Return of Aladdin (mit J. R. Rain)
- 1 Aladdin Relighted (2012)
- 2 Aladdin Sins Bad (2011)
- 3 Aladdin and the Flying Dutchman (2012)
- The Aladdin Trilogy (Sammelausgabe von 1–3; 2012)

Trail Mix
- 1 Amoeba (2013)
- 2 Beetle Juice (2013)

Aliena
- 1 Aliena (2014)
- 2 Aliena Too (2014)

Metal Maiden
- 1 To Be a Woman (2014)
- 2 Shepherd (2014)
- 3 Flytrap (2014)
- 4 Awares (2014)
- The Metal Maiden Collection (2014)

Hair Suit (Kurzromane)
- 1 Hair Power (2016)
- 2 Hair Suite (2016)
- 3 Hair Peace (2019)

Pakk Trilogy (mit Kenneth Kelly)
- 1 Virtue Inverted (2017)
- 2 Amazon Expedient (2018)
- 3 Magenta Salvation (2019)

### Einzelromane
- The Ring (1968; mit Robert E. Margroff)
  - Deutsch: Der Ring. Fischer Taschenbuch (Fischer Orbit #23), 1973, ISBN 3-436-01701-9.
- Hasan (2 Teile in: Fantastic, December 1969 ff.)
  - Deutsch: Hassans Reise. Übersetzt von Sylvia Pukallus. Bastei Lübbe Fantasy #20024, 1980.
- Macroscope (1969)
  - Deutsch: Makroskop. Übersetzt von Bernt Kling. Heyne Science Fiction & Fantasy #3452, 1975, ISBN 3-453-30341-5.
- The E.S.P. Worm (1970; mit Robert E. Margroff)
- Race Against Time (1973)
- Triple Détente (1974)
- Rings of Ice (1975)
- But What of Earth? (1976; mit Robert Coulson)
- Steppe (1976)
  - Deutsch: Steppe. Übersetzt von Michael Kubiak. Heyne Science Fiction & Fantasy #3756, 1980, ISBN 3-453-30659-7.
- Pretender (1979; mit Frances Hall)
- Ghost (1986)
- Mute (1986)
- Shade of the Tree (1986)
  - Deutsch: Schatten des Baumes. Übersetzt von Joachim Körber. Edition Phantasia (Phantasia Paperback Horror #3011), 2013, ISBN 978-3-937897-48-6.
- Through the Ice (1989; mit Robert Kornwise)
- Total Recall (1989, Romanfassung zum Filmdrehbuch von Total Recall)
  - Deutsch: Die totale Erinnerung. Übersetzt von Uwe Anton. Bastei-Lübbe-Taschenbuch #13285, 1990, ISBN 3-404-13285-8. Auch als: Total Recall – Die totale Erinnerung. Übersetzt von Uwe Anton. Apex, 2018, ISBN 978-3-7467-5477-2.
- Dead Morn (1990; mit Roberto Fuentes)
- Firefly (1990)
- Hard Sell (1990)
  - Deutsch: Die seltsamen Geschäfte des Mr. Fisk. Übersetzt von Ralph Tegtmeier. Bastei-Verl. Lübbe (Bastei-Lübbe SF Abenteuer #23158), Bergisch Gladbach 1994, ISBN 3-404-23158-9.
- Balook (1991)
- Mer-Cycle (1991)
- Tatham Mound (1991)
  - Deutsch: Tatham Mound. Übersetzt von Werner Peterich. Diederichs, München 1994, ISBN 3-424-01196-7. Auch als: Tatham Mound : Das grosse indianische Epos. Übersetzt von Werner Peterich. Heyne-Bücher / 1 #9759, München 1996, ISBN 3-453-09284-8.
- The Caterpillar’s Question (1992; mit Philip José Farmer)
  - Deutsch: Die Seelen Träumerin. Bastei Lübbe Science Fiction #24189, 1994, ISBN 3-404-24189-4.
- If I Pay Thee Not in Gold (1993; mit Mercedes Lackey)
- Killobyte (1993)
- The Willing Spirit (1996; mit Alfred Tella)
- Volk (1996)
- Quest for the Fallen Star (1998; mit James Richey und Alan Riggs)
- Spider Legs (1998; mit Clifford A. Pickover)
- Dream a Little Dream (1999; mit Julie Brady)
- Realty Check (1999)
- The Gutbucket Quest (2000; mit Ron Leming)
- The Secret of Spring (2000; mit Jo Anne Taeusch)
- Tortoise Reform (2007)
- The Sopaths (2011)
- Dolfin Tayle (2013; mit J. R. Rain)
- Dragon Assassin (2013; mit J. R. Rain)
- Eroma (2013)
- Pandora Park (2013, Kurzroman)
- Jack and the Giants (2014; mit J. R. Rain)
- Odd Exam (2014, Kurzroman)
- WereWoman (2014)
- Lavabull (2015; mit J. R. Rain)
- Service Goat (2016, Kurzroman)
- The Worm Returns (2016; mit J. R. Rain)
- The Journey (2017; mit J. R. Rain)
- ESP Worm: Valorous (mit Robert E. Margroff)

### Sammlungen
- Anthonology (1985)
- Alien Plot (1992)
- Cautionary Tales (2014)
- Writer’s Retweet (2016)

Relationships:
- 1 Relationships (2006)
- 2 Relationships 2 (2008)
- 3 Relationships 3 (2009; mit Joseph Inabnet)
- 4 Relationships 4 (2010)
- 5 Relationships 5 (2012)
- 6 Relationships 6 (2018)
- 7 Relationships 7 (2019)
- 8 Relationships 8 (2020)

Deutsche Zusammenstellungen:
- Highlights 9. Moewig SF #3715, Rastatt 1982, ISBN 3-8118-3715-X.
- Highlights 10. Moewig SF #3716, Rastatt 1985, ISBN 3-8118-3716-8.

### Kurzgeschichten
- Possible to Rue (in: Fantastic Stories of Imagination, April 1963)
  - Deutsch: Phantastisch bis Rar. In: Peter Haining (Hrsg.): Scheibenwahn. Heyne Science Fiction & Fantasy #9037, 1999, ISBN 3-453-15602-1.
- Quinquepedalian (in: Amazing Stories, November 1963)
- Encounter (in: Fantastic Stories of Imagination, October 1964)
- Sheol (in: Analog Science Fact → Science Fiction, September 1964; mit H. James Hotaling)
- Phog (in: Fantastic Stories of Imagination, June 1965)
- Mandroid (in: If, June 1966; mit Robert E. Margroff und Andrew J. Offutt)
- The Ghost Galaxies (in: If, September 1966)
- The Message (in: Analog Science Fiction → Science Fact, July 1966; mit Frances Hall)
- Beak by Beak (in: Analog Science Fiction → Science Fact, December 1967)
- Within the Cloud (in: Galaxy Magazine, April 1967)
- The Alien Rulers (in: Analog Science Fiction → Science Fact, March 1968)
- The Life of the Stripe (in: Fantastic, February 1969)
- Equals Four (in: If, July-August 1970)
- Small Mouth, Bad Taste (1970, in: Anthony Cheetham (Hrsg.): Science Against Man)
- The Bridge (in: Worlds of Tomorrow, Summer 1970)
- The Whole Truth (1970, in: Harry Harrison (Hrsg.): Nova 1)
  - Deutsch: Die ganze Wahrheit. In: Harry Harrison (Hrsg.): Nova. Bastei Lübbe Science Fiction Taschenbuch #31, 1973, ISBN 3-404-00159-1.
- Wood You? (in: The Magazine of Fantasy and Science Fiction, October 1970)
- Black Baby (1972, in: Worlds of If, September-October 1972 [UK])
- In the Barn (1972, in: Harlan Ellison (Hrsg.): Again, Dangerous Visions)
  - Deutsch: Im Stall. In: Wolfgang Jeschke (Hrsg.): Science Fiction Story Reader 3. Heyne Science Fiction & Fantasy #3421, 1975, ISBN 3-453-30311-3.
- Up Schist Crick (1972, in: David Gerrold und Stephen Goldin (Hrsg.): Generation: An Anthology of Speculative Fiction; auch: Up Schist Creek, 1985)
- Ki (in: Vertex: The Magazine of Science Fiction, June 1974; mit Roberto Fuentes)
- On the Uses of Torture (1981, in: John Silbersack und Victoria Schochet (Hrsg.): The Berkley Showcase: Vol. 3)
- Deadline (1982, in: Fifty Extremely SF* Stories; als Piers A. Jacob)
- To the Death (1982, in: Fifty Extremely SF* Stories)
- Transmogrification (1982, in: Fifty Extremely SF* Stories; als Pier Xanthony)
- Imp to Nymph (1983)
  - Deutsch: Vom Kobold zur Nymphe. In: Peter Wilfert (Hrsg.): Goldmann Fantasy Foliant I. Goldmann Fantasy #23819, 1983, ISBN 3-442-23819-6.
- Gone to the Dogs (1985, in: Piers Anthony: Anthonology)
- The Toaster (1985, in: Piers Anthony: Anthonology)
- Plague of Allos (1986, in: Richard Pini, Robert Asprin und Lynn Abbey (Hrsg.): The Blood of Ten Chiefs)
- Life (in: Rod Serling’s The Twilight Zone Magazine, December 1987)
- Kylo (in: Pandora, #19 Spring 1988)
- Soft Like a Woman (1988, in: David Drake und Bill Fawcett (Hrsg.): Counterattack)
- Cloister (1991, in: Lawrence Watt-Evans (Hrsg.): Newer York: Stories of Science Fiction and Fantasy About the World’s Greatest City)
- 20 Years (1992, in: Piers Anthony: Alien Plot)
- Alien Plot (1992, in: Piers Anthony: Alien Plot)
- Baby (1992, in: Piers Anthony: Alien Plot)
- December Dates (1992, in: Piers Anthony: Alien Plot)
- E van S (1992, in: Piers Anthony: Alien Plot)
- Hearts (1992, in: Piers Anthony: Alien Plot)
- Love 40 (in: Far Point #2, January-February 1992)
- Nonent (1992, in: Piers Anthony: Alien Plot)
- Revise and Invent (1992, in: Piers Anthony: Alien Plot)
- Ship of Mustard (1992, in: Piers Anthony: Alien Plot)
- A Picture of Jesus (in: Science Fiction Age, July 1993)
  - Deutsch: Ein Bild von Jesus. In: Melissa Andersson (Hrsg.): Das große Lesebuch der Fantasy. Goldmann Fantasy #24665, 1995, ISBN 3-442-24665-2.
- Tortoise Shell (1994, in: Piers Anthony und Richard Gilliam: Tales from the Great Turtle)
- Bluebeard (in: Interzone, #94 April 1995)
- The Courting (2008, in: Keith Gouveia (Hrsg.): Bits of the Dead: A Zombie Anthology)
- Lost Things (2011, in: Jeani Rector (Hrsg.): What Fears Become: An Anthology from the Horror Zine)
- Living Doll (2012, in: Jeremy C. Shipp (Hrsg.): Attic Toys)
- Descant (in: Fantasy Scroll Mag, September 2014)
- Do Not Remove This Tag (2014, in: Alex Shvartsman (Hrsg.): Unidentified Funny Objects 3)
- Mountain Spirit (2014, in: Jordan Ellinger und Richard Salter (Hrsg.): Fantasy for Good: A Charitable Anthology)
- Hello Hotel (2015, in: Alex Shvartsman (Hrsg.): Unidentified Funny Objects 4)
- Lava (2015, in: Chronology)
- Discovery (2016, in: Piers Anthony: Writer’s Retweet)
- Dull Street Incident (2016, in: Piers Anthony: Writer’s Retweet)
- Experiment (2016, in: Piers Anthony: Writer’s Retweet)
- Forbidden Fruit (2016, in: Piers Anthony: Writer’s Retweet)
- Mission (2016, in: Piers Anthony: Writer’s Retweet)
- In the Shadow of the Song (2017, in: Darkscapes)
- The Privy (2017, in: Joe McKinney und Mark Onspaugh (Hrsg.): The Forsaken: Stories of Abandoned Places)

### Anthologien
- Uncollected Stars (1986; mit Barry N. Malzberg, Martin H. Greenberg und Charles G. Waugh)
- Tales from the Great Turtle (1994; mit Richard Gilliam)

### Sachliteratur und Autobiographisches
- Bio of an Ogre (1988)
- Letters to Jenny (1993)
- How Precious Was That While: An Autobiography (2001)
- Alfred (2007)